# أغوستين رودريغيز
أغوستين رودريغيز هو لاعب كرة قدم أرجنتيني، ولد في 2 مايو 2004 في لوماس دي ثامورا في الأرجنتين.

## وصلات خارجية
- أغوستين رودريغيز على موقع قاعدة بيانات كرة القدم.إي يو (الإنجليزية)
- أغوستين رودريغيز على موقع Soccerway.com (الإنجليزية)